# Georges Colomb (auteur)
Pour les articles homonymes, voir Colomb, Georges Colomb et Christophe.
Marie-Louis-Georges Colomb, dit Christophe, né le 25 mai 1856 à Lure en Haute-Saône et mort le 3 janvier 1945 à Nyons, est un des précurseurs de la bande dessinée en France et un biologiste auteur de manuels scolaires.
Christophe est surtout connu pour être l'auteur d'histoires illustrées parues en feuilleton à la fin du XIXe siècle. Très fin observateur de la société, inspiré par les images d'Épinal, il est le créateur de personnages comme  la famille Fenouillard, le sapeur Camember, le savant Cosinus et les lutins Plick et Plock.
Le texte de ses œuvres se caractérise par un vocabulaire extrêmement recherché, et par ailleurs riche en allusions culturelles, littéraires, historiques et géographiques autant que scientifiques. Le calembour subtil y a aussi ses droits au service d'un humour parfois loufoque comme dans Les Malices de Plick et Plock, parfois satirique (La Famille Fenouillard), ironique mais toujours tendre.
La notoriété de ses planches ne doit pas faire oublier qu'il a participé pleinement à la vie de son époque. Ami de Jean Jaurès, d'Alfred Baudrillart et de Tristan Bernard, il fut également botaniste de renom et pédagogue moraliste. Il a donné également des cours particuliers aux enfants Dreyfus à l'époque de l'Affaire.

## Biographie
Fils d'Eugène Nicolas Colomb, principal du collège de la ville de Lure et d'Anne-Hortense Lucy, Marie-Louis-Georges est le quatrième enfant de sa famille. Il étudie au collège de Lure avec E. Ravignat puis à Besançon. Le milieu de son enfance lui inspirera plus tard les décors du Sapeur Camember. Bachelier ès lettres à 16 ans, ès sciences à 18, il intègre l'École normale supérieure en 1878, et il obtient des licences de mathématiques et de sciences physiques puis de sciences naturelles (parmi ses condisciples figure Henri Bergson). À sa sortie, il épouse Hélène Jacquet en 1882 et enseigne les sciences naturelles au futur lycée Condorcet où il comptera parmi ses élèves le jeune Marcel Proust. Son fils Pierre naît en 1883. En 1884, il est nommé professeur au lycée Faidherbe à Lille dont la cité va fortement l'inspirer pour la famille Fenouillard.
En 1887, il est nommé préparateur de botanique à la Faculté des sciences de Paris, et devient docteur en sciences naturelles. Il complète son revenu par des dessins dans différents journaux et commence à faire paraître en 1889 les premières bandes de La Famille Fenouillard, ce qui ne plaît guère à sa hiérarchie (nombreux échanges épistolaires aux Archives Nationales). Il continue ses publications sous le pseudonyme de Christophe (en référence à Christophe Colomb). Devenu veuf, il se remarie en 1894 avec Laure Bourdoncle.
De retour à Paris, il est nommé maître de conférences à la Sorbonne, où il termine sa carrière au poste de sous-directeur du laboratoire de botanique. Il est l'auteur de nombreux manuels scolaires en botanique comme en zoologie.
De 1924 à 1939, il est conférencier de Radio-Paris. En 1933, il est même proclamé « Prince du Micro ».
Infatigable enseignant, il donne des cours au collège Sévigné (Paris) jusqu'à 70 ans. Il écrit trois livres (dont un posthume) pour défendre la thèse d'une localisation comtoise du site d'Alésia, à Alaise dans le Doubs.
Durant la Seconde Guerre mondiale, il se réfugie avec sa famille à Nyons, dans le sud de la Drôme. Il meurt des suites d'une occlusion intestinale. Il est enterré au cimetière ancien d'Asnières-sur-Seine (Hauts-de-Seine).

## Œuvres

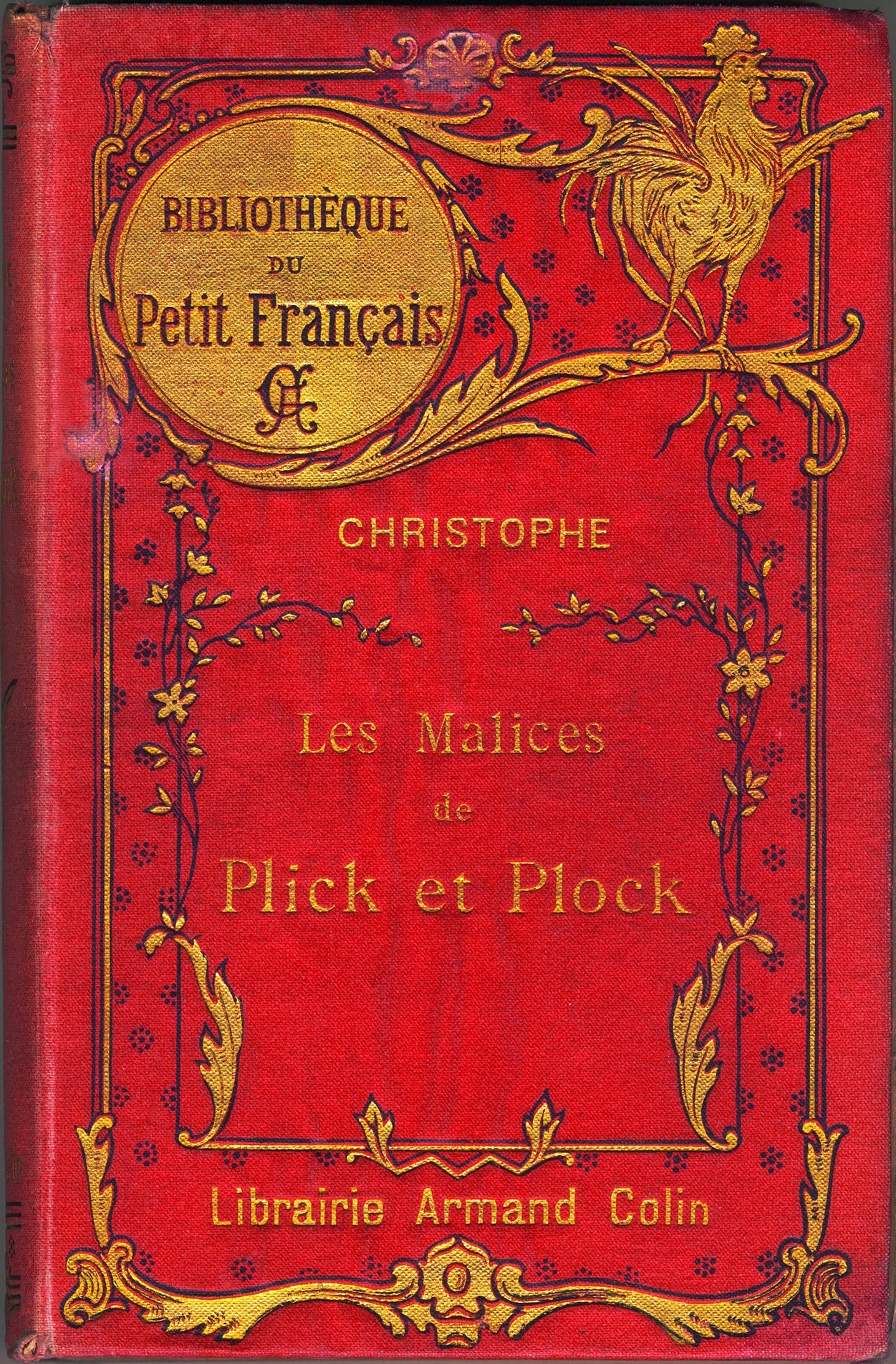
Couverture du livre de Christophe Les Malices de Plick et Plock, paru en 1904 dans la série de la "Bibliothèque du Petit Français"

### Œuvre dessinée
- Le 15 septembre 1887, la première histoire en images que l'on connaît de Christophe[6] paraît dans le mensuel pour enfants Mon journal : une bande dessinée en deux planches, l'« Histoire drolatique de maître Pierre »[7].
- Il collabore également au Journal de la jeunesse. Du 12 janvier (no 841) au 16 mars 1889 (no 850), il y publie un feuilleton illustré en dix épisodes, « Une partie de campagne », qui met en scène la famille Cornouillet : tout l'univers de la famille Fenouillard est déjà là[8].
- Dans la revue Le Petit Français illustré :
  - la famille Cornouillet devient La Famille Fenouillard et il ne s'agit plus de texte illustré, mais de bande dessinée (sans bulles). Christophe en publie 53 feuilletons entre le 31 août 1889 et le 24 juin 1893[9] ;
  - Les Facéties du sapeur Camember, 55 feuilletons entre le 4 janvier 1890 et le 12 septembre 1896[10] ;
  - L'Idée fixe du savant Cosinus, 62 feuilletons entre le 9 décembre 1893 et le 23 novembre 1899, qui contient sa célèbre invention l'Anémélectroreculpédalicoupeventombrosoparacloucycle[11] ;
  - Les Malices de Plick et Plock, 55 revues en 10 ans entre 1893 et 1904 ;
  - Le Baron de Cramoisy (œuvre inachevée) ;
- Les Douze Commandements de lord Curzon pour le temps de guerre, Paris, Armand Colin, sans date [1915], 28 pages.

Précurseur de la bande dessinée, Christophe n'utilise pas les bulles pour y placer le texte, mais le système dit du gaufrier : un texte est placé sous chaque image. Ce système est redevable à l’image d'Épinal, qui est alors le standard des publications imagées pour enfants, comme aux histoires satiriques en images du Genevois Rodolphe Töpffer, dont Christophe a dit qu'il avait été son modèle. Comme Töpffer, Christophe va exploiter à fond l’humour basé sur des rapports texte/image parfois en décalage et toujours en renforcement mutuel.
Le lecteur curieux remarquera la neutralisation, puis la laïcisation de ses albums. Artémise et Cunégonde, les deux filles Fenouillard, se marient à l’église : on les voit agenouillées avec le suisse à côté d’elles. Le sapeur Camember sort d'une église (qui pourrait aussi bien être un temple protestant) au bras de l'Alsacienne Victoire mais, quand on arrive au savant Cosinus, son (faux) enterrement est purement civil, comme l’est son mariage à la fin du livre (et pourtant madame Belazor était veuve et non divorcée). Il est vrai que le sapeur est un paysan, les Fenouillard sont des bourgeois, catégories sociales traditionnellement catholiques, alors que Cosinus est un intellectuel, peut-être anticlérical.
Christophe a aussi illustré de façon très spirituelle des récits délirants dont il n’était pas l’auteur : Le Triomphe de Bibulus, Les Trois Miracles d’Osiris, L’Héritage du cousin Agathias et les Contes antiques, multipliant les anachronismes savoureux.

### Chroniques écrites
- Le Petit Français illustré et « Bibliothèque du petit Français »
- Le Jura français
- Monographie du Legrincheux d'après les remarques, observations et expériences personnelles de l'auteur, faites en temps de paix comme en temps de guerre, Paris, Armand Colin, 1915, 72 pages (avec une trentaine de vignettes illustrées).
- Ric et Rac

### Œuvre théâtrale
- Avec Pierre Humble : Le Mariage du savant Cosinus, pièce en trois actes (1928)

### Œuvre pédagogique
Enseignant, il a su intéresser des générations d'élèves par ses méthodes où le doute, l'esprit d'analyse, l'esprit critique tenaient une large place. Il s'est passionné pour la recherche et la pédagogie moderne, en introduisant le dessin et les illustrations.
Il a publié, chez Armand Colin éditeur, plus de 30 ouvrages didactiques, de vulgarisation scientifique ou de préparation aux examens
- Leçons de choses en 650 gravures, ouvrage traduit à l'étranger,
- Ouvrages pédagogiques destinés aux futurs instituteurs,
- Ouvrages pédagogiques destinés aux élèves du secondaire,
- Travaux, de la main gauche, sur la Guerre des Gaules.

### Ouvrages historiques
- « La Bataille de César contre Arioviste », in Revue  archéologique, 3e série, XXXIII, 1898
- L'Énigme d'Alésia, Armand Colin, 1922
- Pour Alésia, contre Alisiia, Armand Colin, 1926
- Vercingétorix, Arthème Fayard, 1945

### Botanique
Sous le nom de Georges Colomb, il est également connu comme auteur en botanique et a une abréviation conventionnelle.